# 黎蘊芝
黎蘊芝（英語：Dilys Lai，1994年7月23日—），香港女模特兒，2015年出道，亦有參與影視演出，2020年憑參加ViuTV節目《全民造星III》為人識。

## 簡歷
黎蘊芝香港公開大學管理系畢業。小學二年級已學中國舞，獲12級資歷（最高13級），亦參加北京舞蹈學院舞蹈課程。《全民造星III》50強參賽者之一

## 演出

### 電視節目（ViuTV）
- 2016年《Full Speed Girls》第19集演出
- 2020年《全民造星III》參賽者
- 2021年《囝囝女女730》造星囝女

### 電影
- 2019年《掃毒2天地對決》

### 廣告
- 2021年《U SPACE流動迷你倉 （页面存档备份，存于）》

## 網頁
- 黎蘊芝的Instagram帳戶
- 黎蘊芝的Facebook專頁